# Atelerix algirus
Atelerix algirus là một loài động vật có vú trong họ Erinaceidae, bộ Erinaceomorpha. Loài này được Lereboullet mô tả năm 1842.

## Hình ảnh

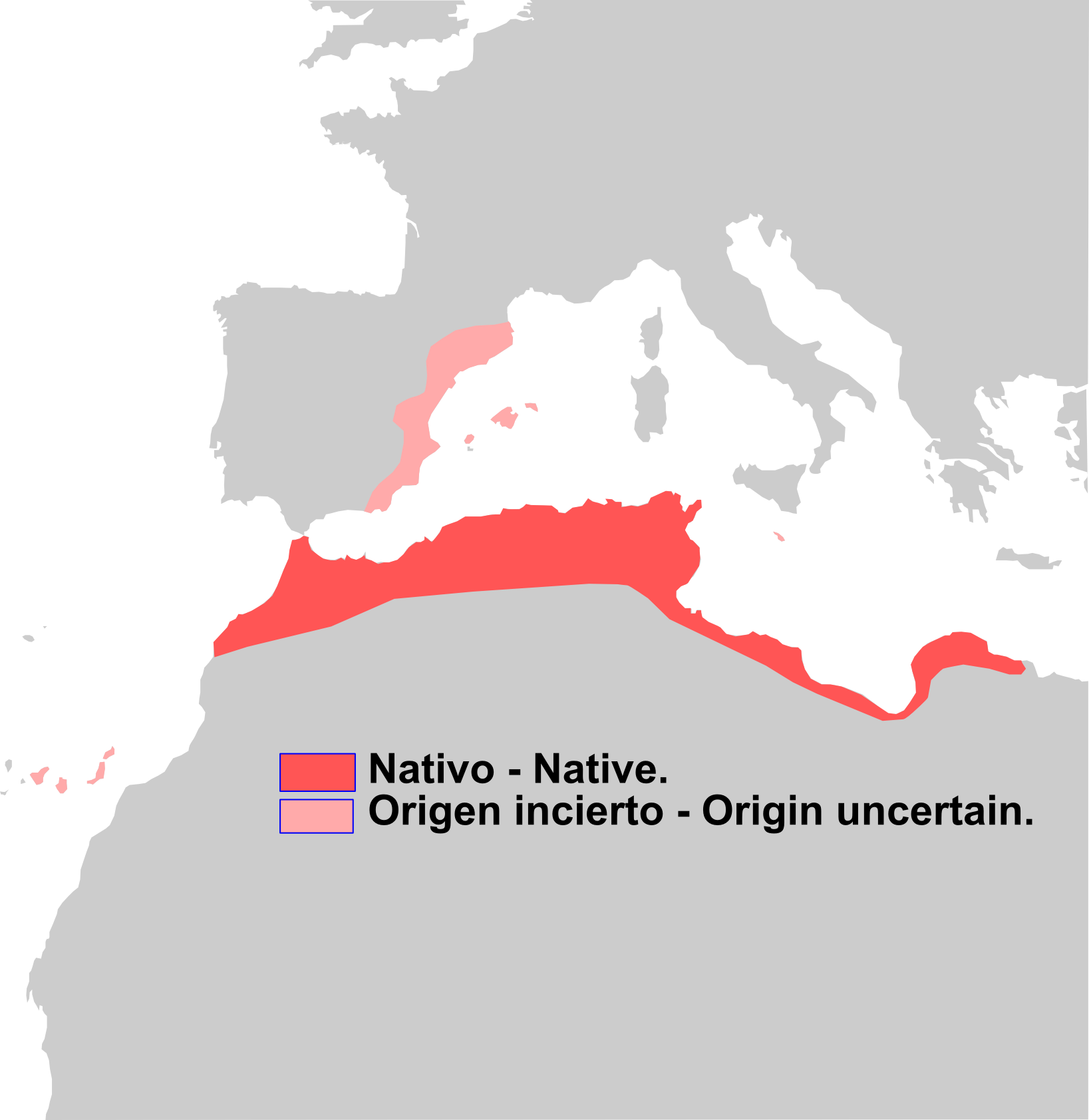
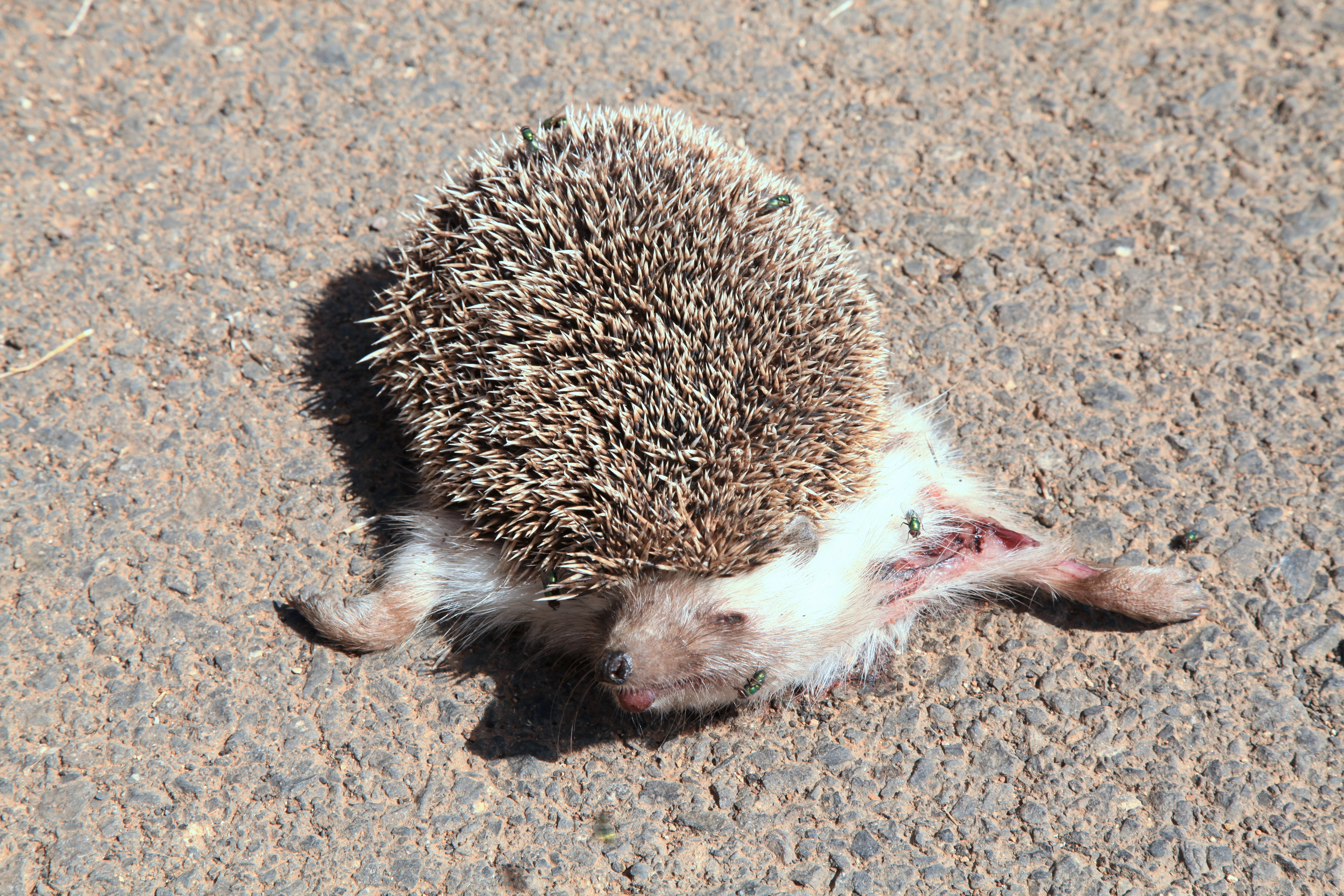
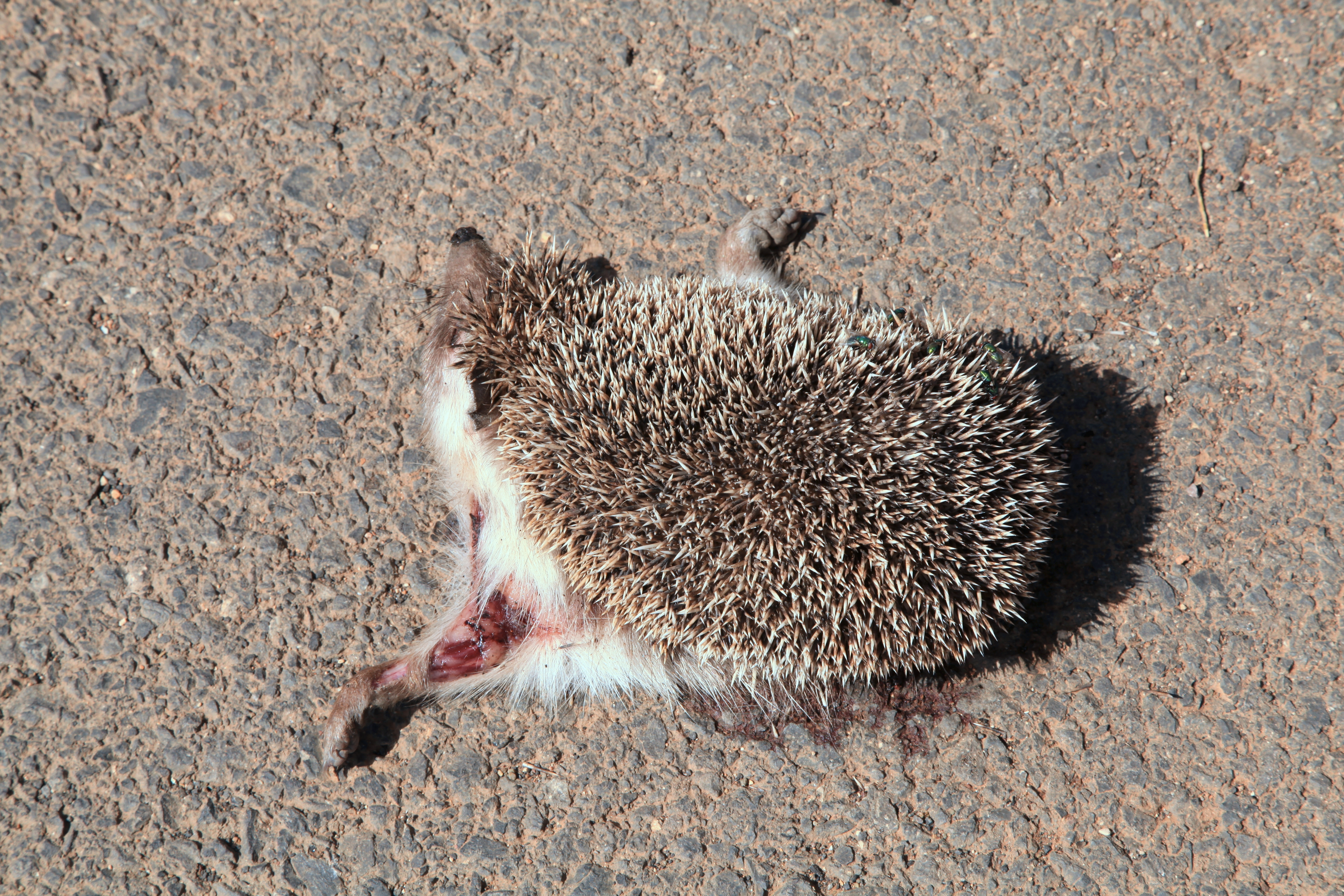
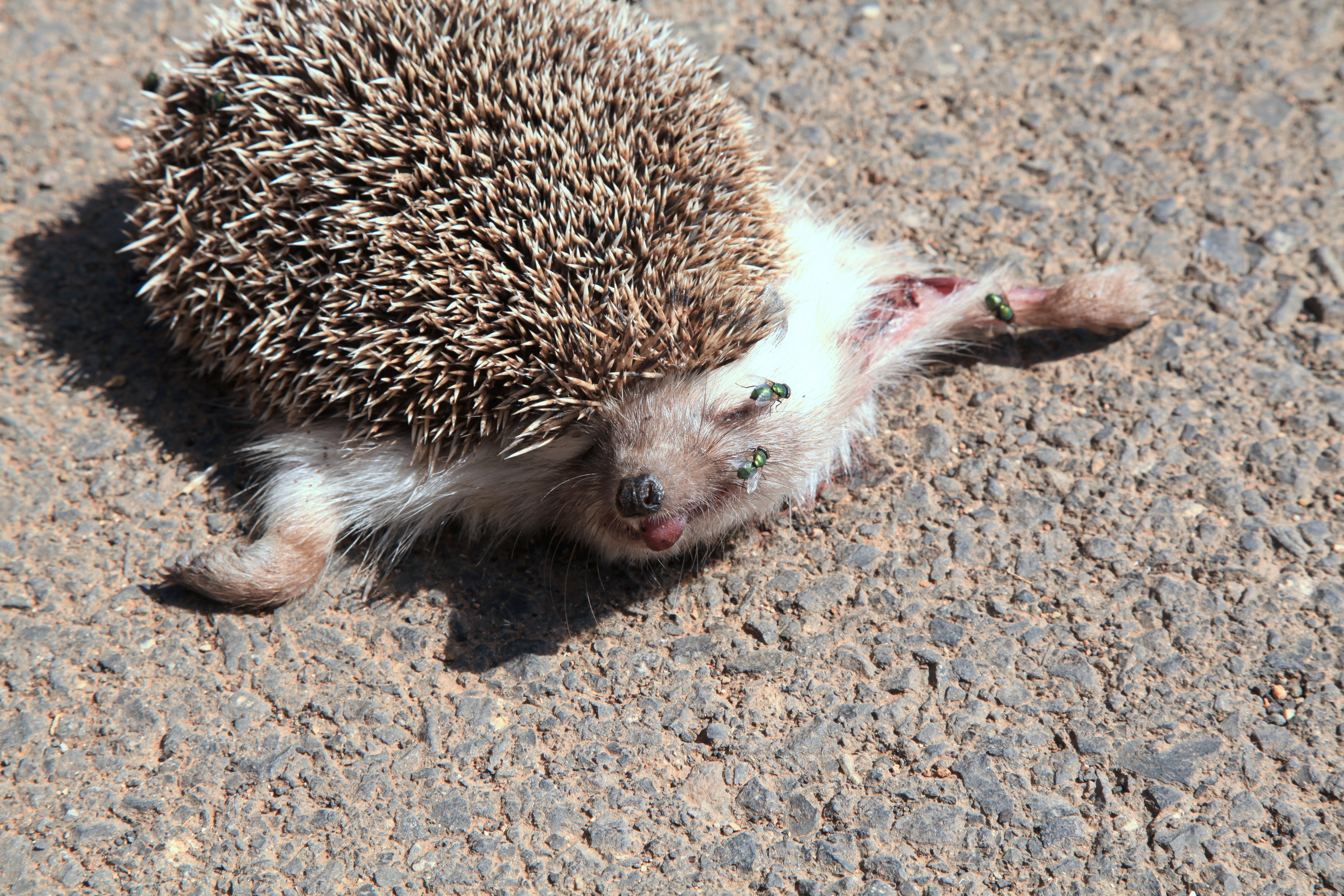